# Umuhoro

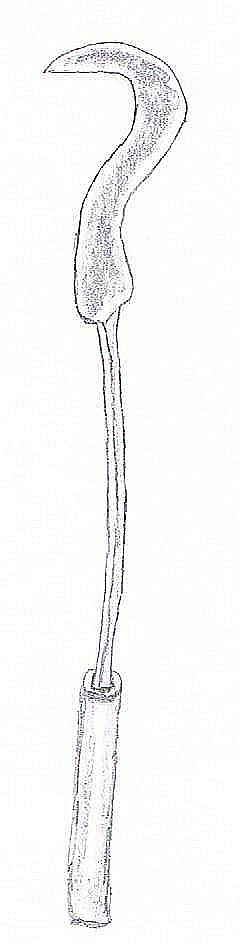
Umuhoro

Das Umuhoro (auch Mugishu oder Agasonka) ist ein Hippe aus Zentralafrika. Es wird zu den zentralafrikanische Sichelwaffen gezählt.
Es kommt hauptsächlich in Ruanda und Burundi sowie im Osten der Demokratischen Republik Kongo vor. Verschiedene Ethnie wie Hutu, Tutsi, Hima, Bahunde, Havu, Bembe, Lega oder Fuliru nutzen das Werkzeug. Charakteristisch ist ein langer, dünner Metallstab mit einer breiteren Klinge in Form einer Mondsichel. Die Länge beträgt durchschnittlich 58 cm. Das Griffstück ist in der Regel aus Holz. Das Umuhoro wurde hauptsächlich als landwirtschaftliches Werkzeug verwendet, um Gestrüpp zu entfernen, kleine Bäume zu roden oder um Früchte von Bäumen zu sammeln. Es konnte aber auch als Waffe eingesetzt werden. Die Lega im Osten der Demokratischen Republik Kongo stellten Kopien, als Mugusu, aus Holz oder Knochen für zeremonielle Zwecke her.
Die Umhuhoros sind eng verwandt mit ähnlichen Werkzeugen, die aber statt des langen Eisenstiels einen langen Holzstiel haben, und im ganzen Gebiet der großen afrikanischen Seen verwendet werden.
Nach Christopher Spring könnten diese nützlichen Geräte über das Lualaba-Flusssystem bis in den Nordwesten der Demokratischen Republik Kongo gelangt sein und das dortige Ngulu beeinflusst haben.
Das frühere Staatswappen von Ruanda führt ein Umuhoro als Zeichen für Arbeit.

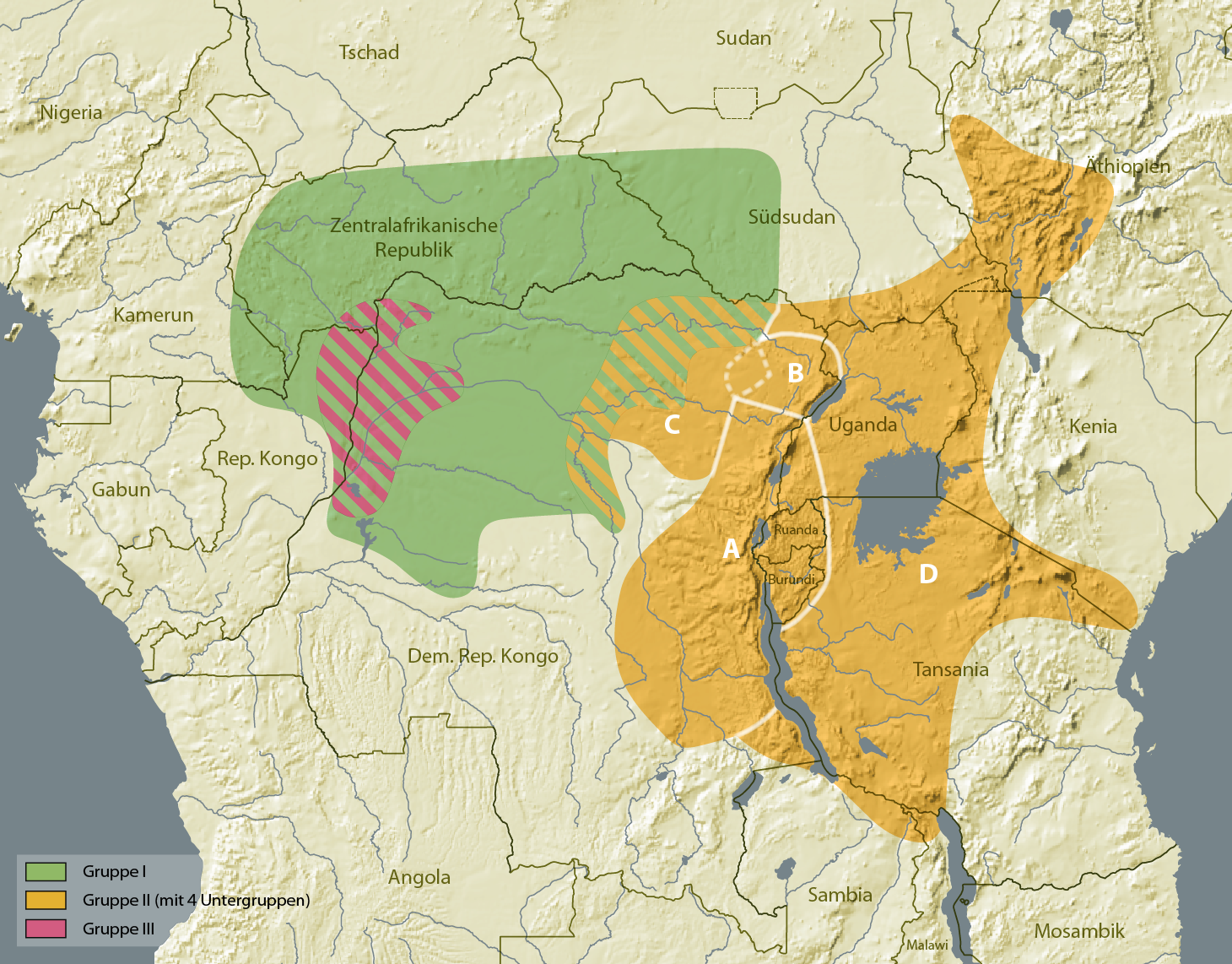
Verbreitung nach Jan Elsen; Gruppe II.A
Das frühere Staatswappen von Ruanda